# Manauara EC
Manauara EC is een Braziliaanse voetbalclub uit Manaus in de staat Amazonas.

## Geschiedenis
De club werd in 2021 opgericht en nam in 2021 deel aan het Campeonato Amazonense Segunda Divisão. De club werd meteen kampioen en promoveerde naar de hoogste klasse van de staatscompetitie. In 2022 bereikte de club de tweede fase van de competitie en werd daar uitgeschakeld door latere kampioen Manaus. In 2023 werd de club tweede in de reguliere competitie en kon via de eindronde ook doorstoten tot de titelfinale, die ze verloren van Amazonas. Hierdoor plaatste de club zich voor de Copa do Brasil en nationale Série D van 2024. In de Série D werden ze groepswinnaar. Na nog een overwinning in de tweede fase op Tocantinópolis werd de club in de derde fase uitgeschakeld door Retrô Brasil, dezelfde club die hen ook al in de eerste ronde van de Copa do Brasil had verslagen. 

## Erelijst
Campeonato Amazonense Segunda Divisão
2021